# Alice (Software)
Alice ist eine von der Carnegie Mellon University unter der BSD-Lizenz veröffentlichte, einführende objektorientierte Programmiersprache und die gleichnamige Entwicklungsumgebung, die zu Ausbildungszwecken entwickelt wurde. Mit Alice können Kinder der mittleren Klassenstufen eine virtuelle Welt mit animierten 3D-Objekten und -Personen (u. a. Charaktere aus Alice im Wunderland) bevölkern. Die Sprache erlaubt es den Benutzern mittels einer einfachen Drag-and-Drop-Oberfläche Computeranimationen aus 3D-Modellen zu erstellen. Es handelt sich dabei um einen Versuch, die drei grundsätzlichen Probleme beim Erlernen von Programmiersprachen zu lösen:
1. Die meisten Programmiersprachen wurden entwickelt, um Software herzustellen, was zu einer hohen Komplexität führt. Alice wurde entwickelt, um Programmieren zu erlernen.
2. Alice hängt direkt mit seiner Entwicklungsumgebung zusammen, daher ist es nicht erforderlich, eine spezielle Syntax zu erlernen. Trotzdem unterstützt Alice das objektorientierte, ereignisgesteuerte Modell der Programmierung.
3. Mit den meisten Programmiersprachen ist es nur möglich, Berechnungen zu programmieren, während Alice sich auf das Erzählen von Geschichten konzentriert. Es wird davon ausgegangen, dass dieser Ansatz die Sprache besonders für Schülerinnen interessanter macht.

Aufgrund unterschiedlicher Zielgruppen und Zielstellung sind sowohl Alice 2.x als auch Alice 3.x als gleichwertig aktuelle Software-Versionen zu sehen.

## Ausblick
Die Entwicklung der Version 3.0 von Alice wird von Electronic Arts unterstützt. Die fertige Software soll 3D-Objekte aus Die Sims 2 verwenden.

## Forschung
In kontrollierten Studien am Ithaca College und der Saint Joseph’s University benutzten Schüler für ihren ersten Informatikunterricht die Sprache Alice, wobei die Durchschnittsnote zwischen C und B lag, was die Ergebnisse von anderen Klassen ohne Alice bei weitem übertraf.

## Trivia
Laut Randy Pausch kommt der Name "Alice" vom Autor Lewis Carroll, welcher das Buch Alice im Wunderland geschrieben hat.